# 인터내셔널 9000
인터내셔널 9000(영어: International 9000)은 미국 나비스타 인터내셔널에서 (구, 인터내셔널 하베스터)에서 생산했던 트럭이다. 1971년에 트랜스타 4000 모델의 후속으로 출시되었고 회사 합병 이후 기존 트랜스타 모델 명칭이 통합되었다. 8 클래스 모델로 오랫동안 독점적으로 생산되었고 싱글, 탠덤 리어 액슬, 데이 캡, 슬리퍼 캡으로 생산되었다. 
한편 나비스타 인터내셔널은 2000년대에 인터내셔널 프로스타, 인터내셔널 론스타 모델이 출시되면서 기존에 있던 라인업이 생산이 중단되었고 2017년에 인터내셔널 9900i 1대 생산을 끝으로 단종되었다. 

## 사진

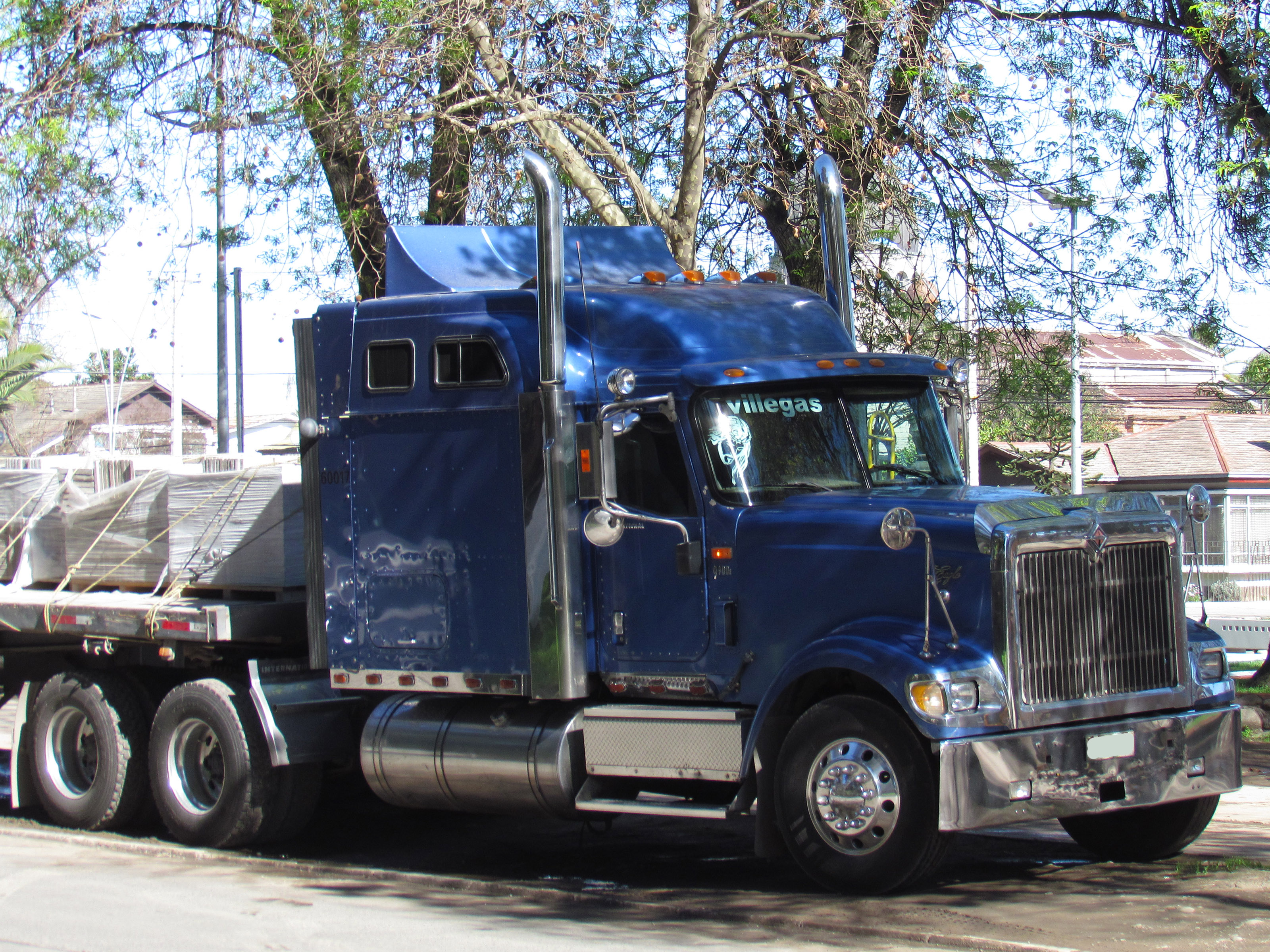
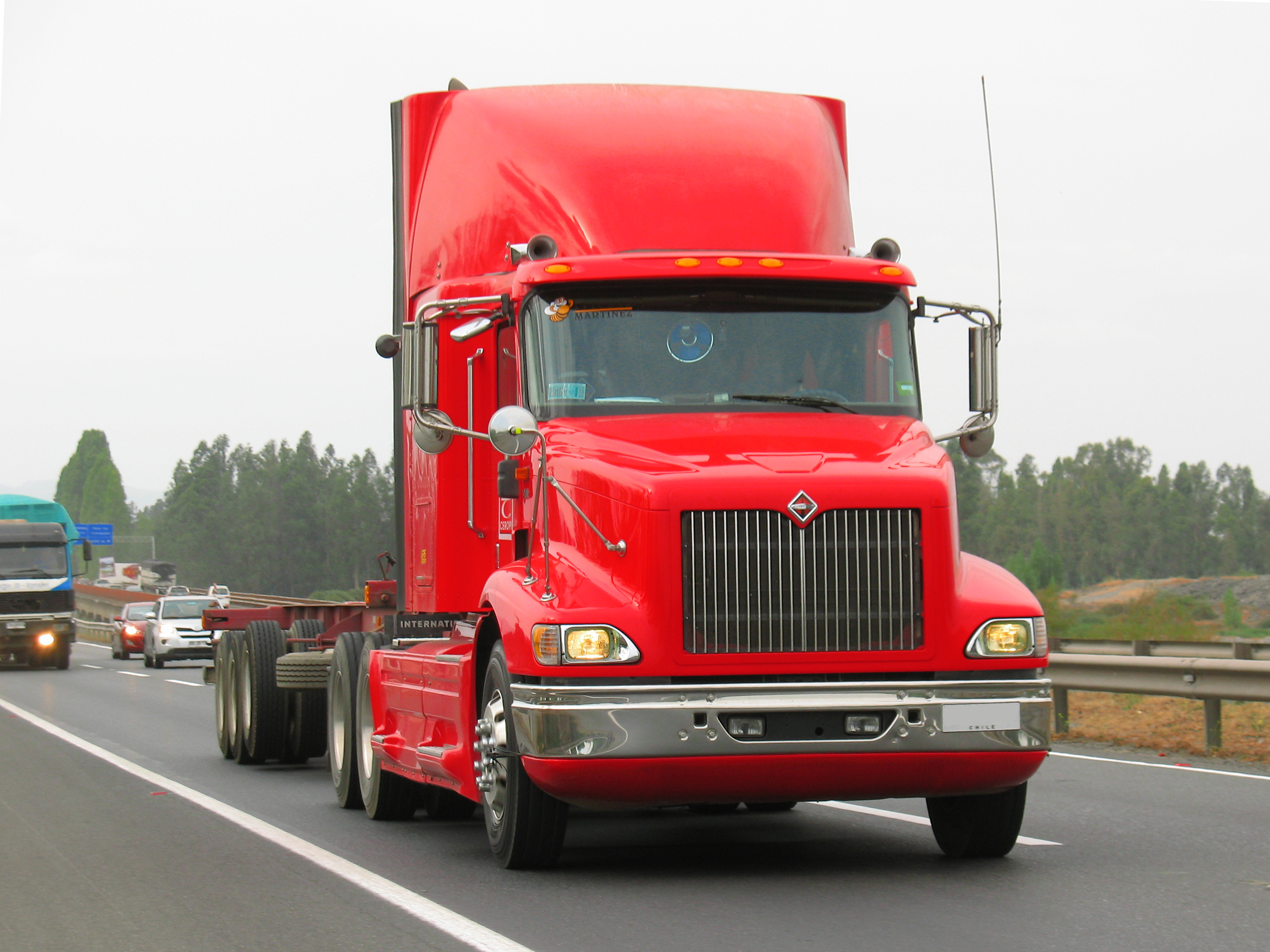
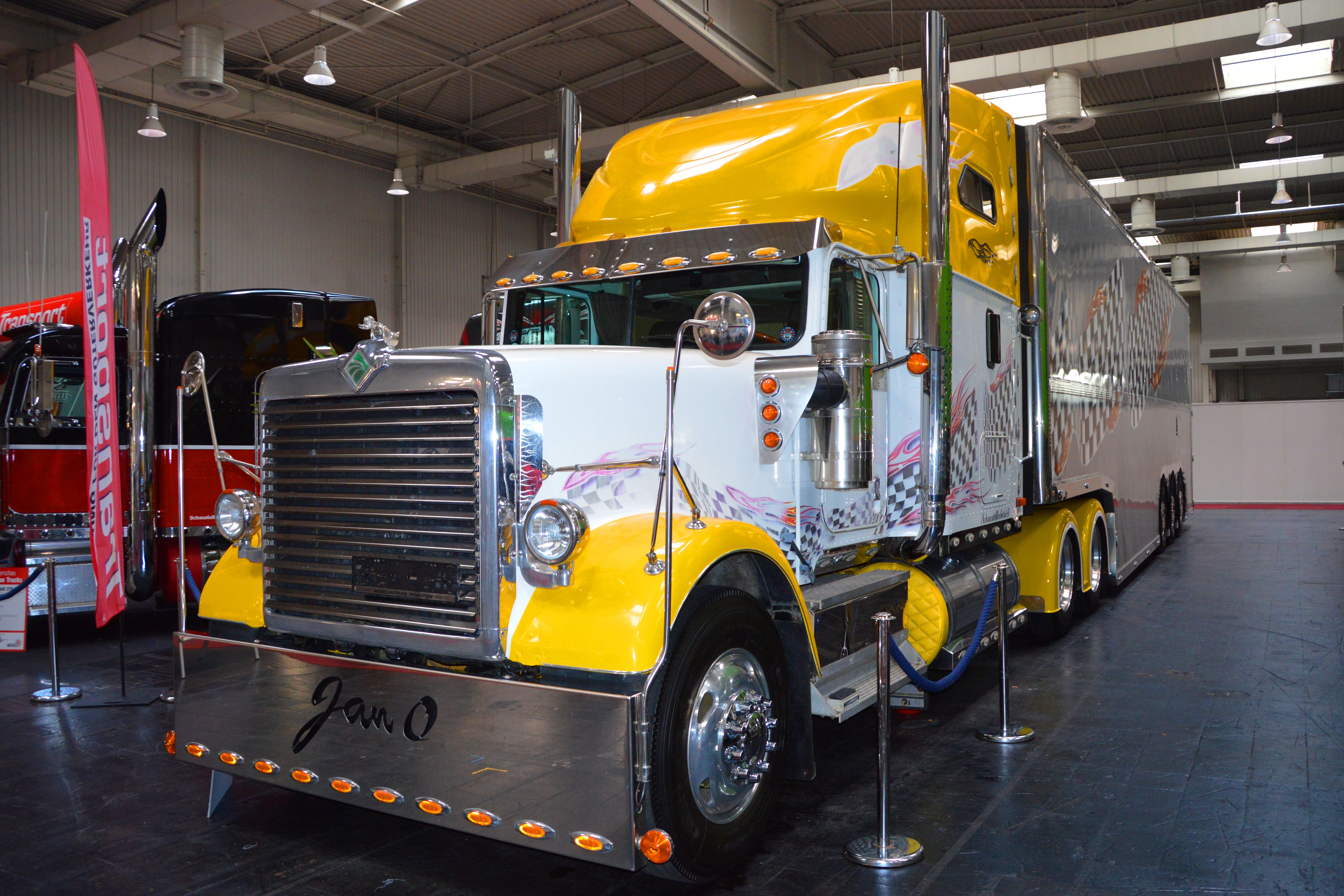
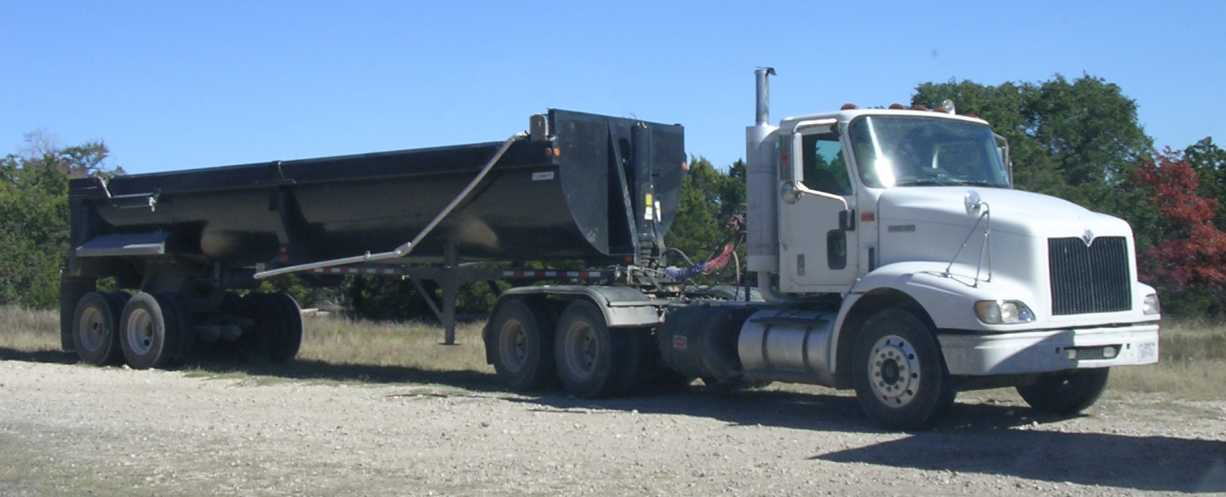
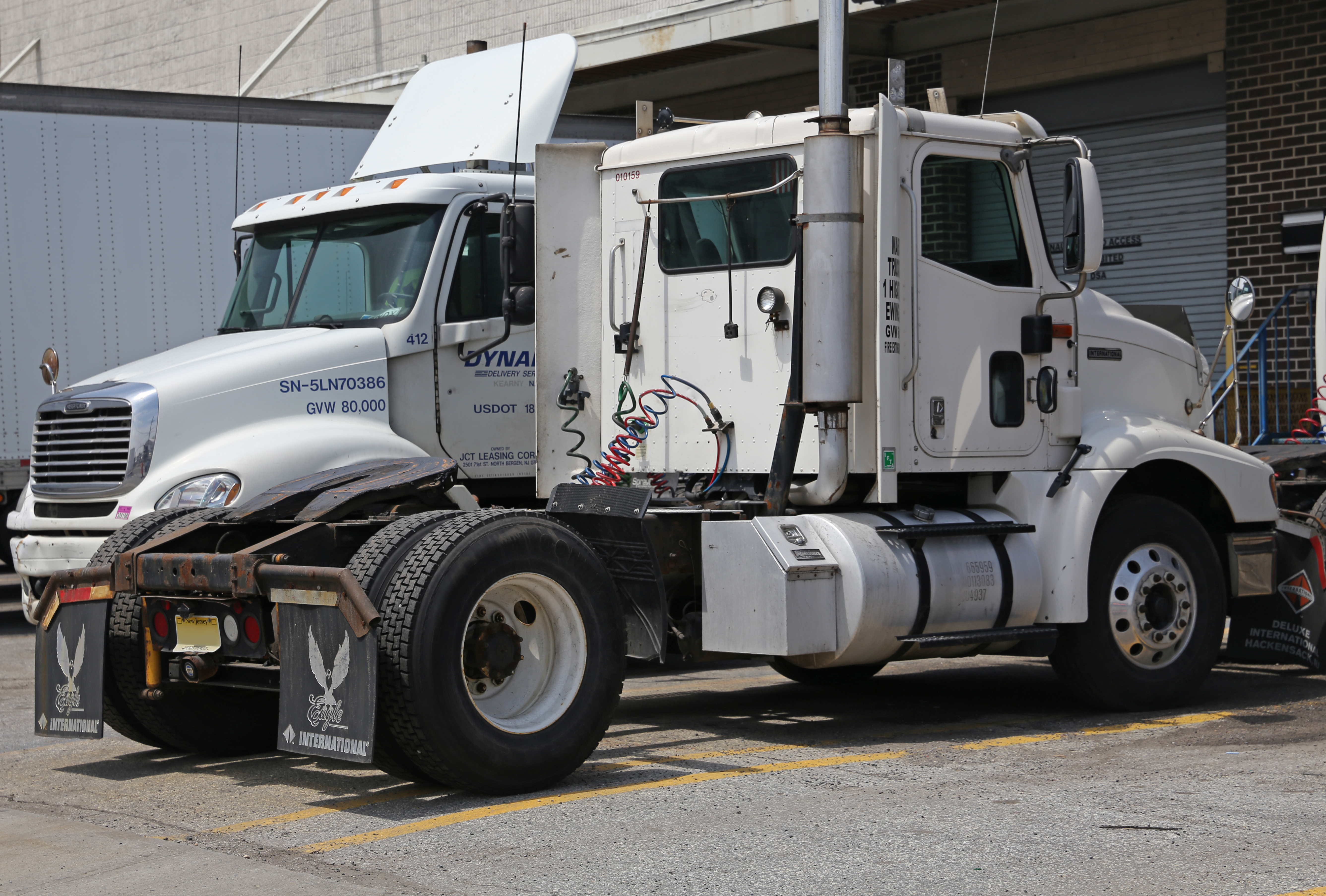
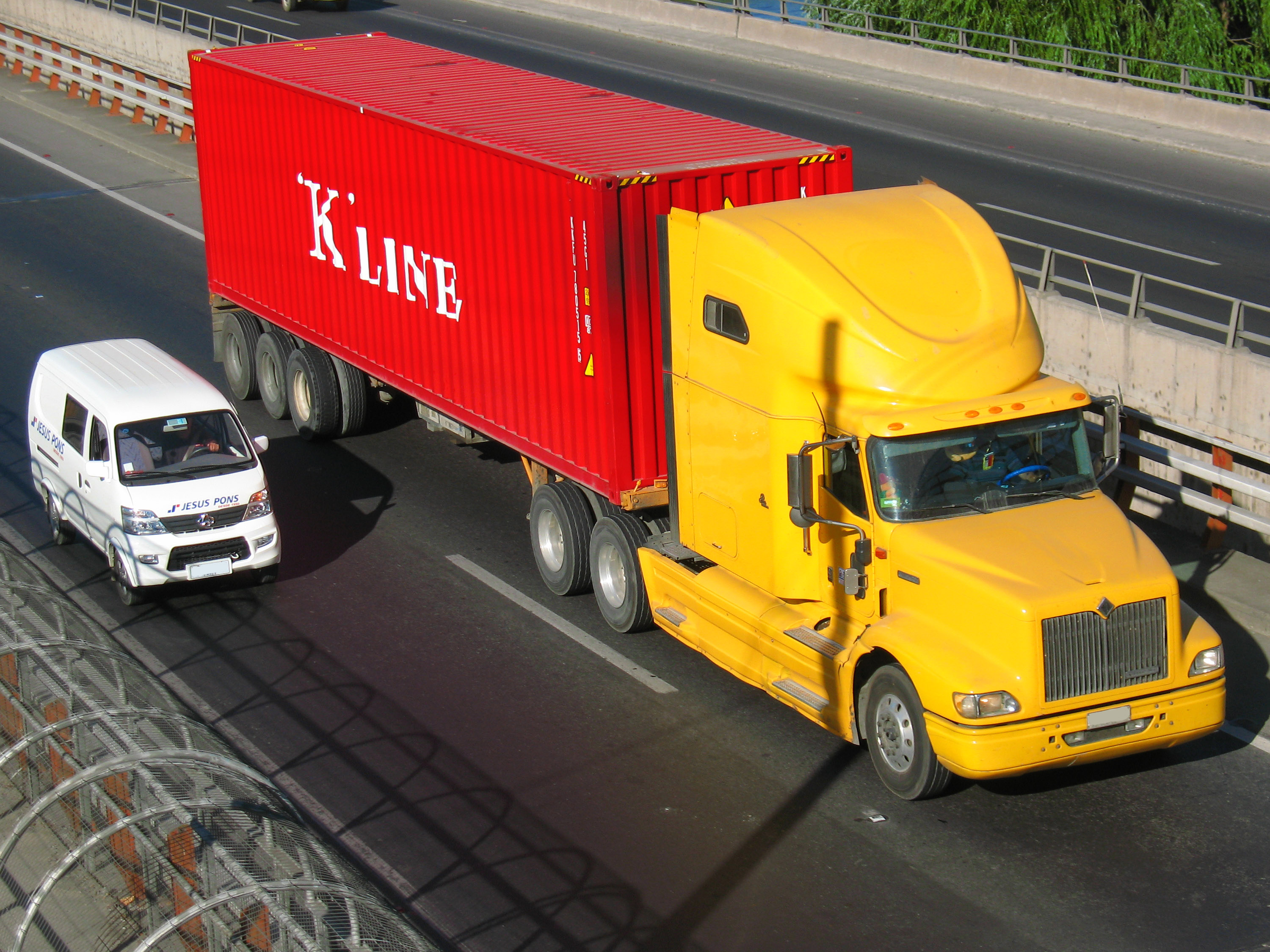
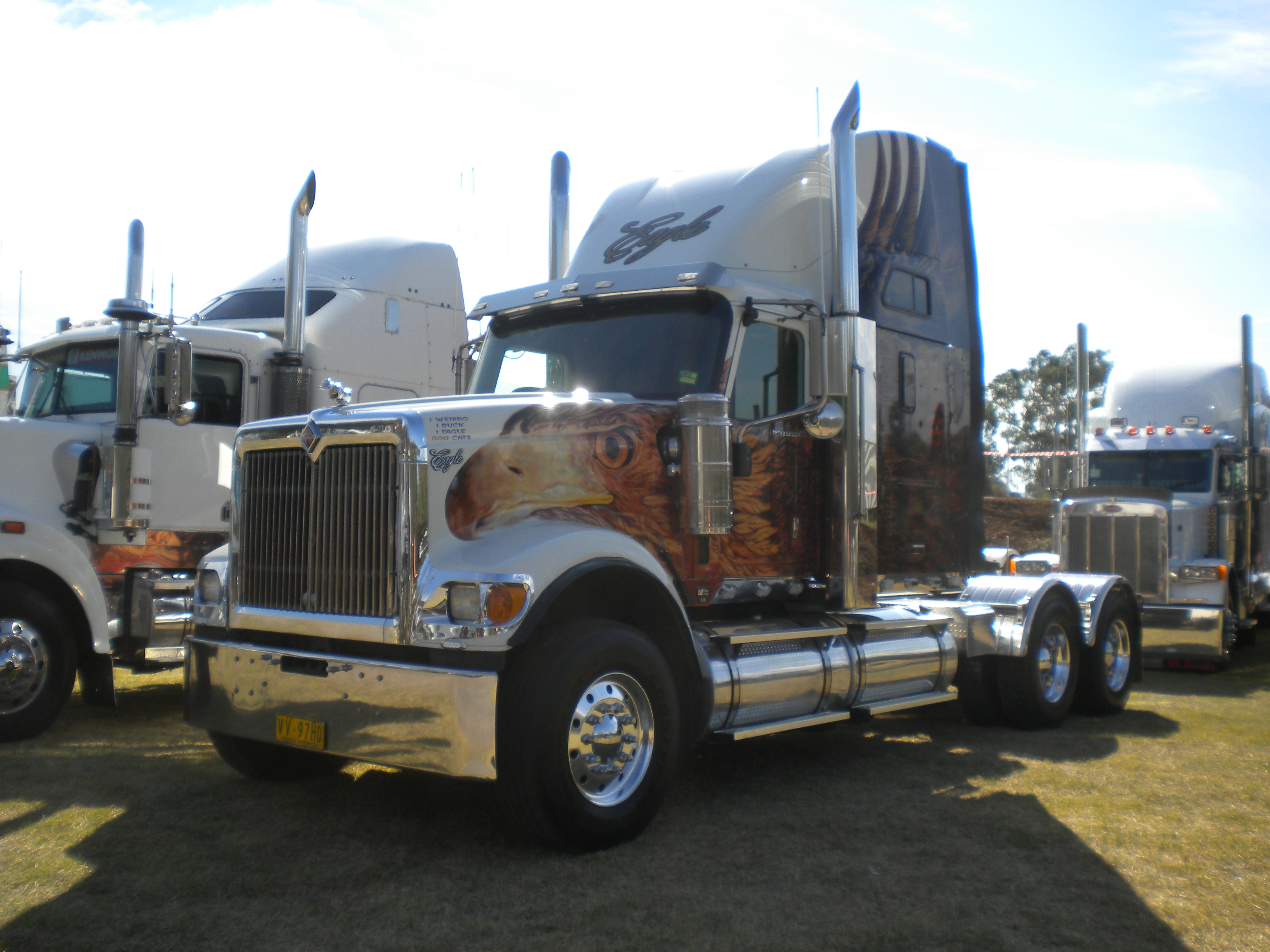

## 모델
- 9100 (단종)
- 9200i (단종)
- 9400i (단종)
- 9900i
- 9900ix (단종)